# Zëri i Popullit
Zëri i Popullit (Nederlands: Stem van het Volk) is de partijkrant van de Socialistische Partij van Albanië (Partia Socialiste e Shqipërisë, PSSh).
Zëri i Popullit werd in augustus 1942 gesticht als orgaan van de Albanese Communistische Partij (Partia Komuniste e Shqipërisë, PKSh). De krant Zëri i Popullit werd de spreekbuis van de communistische partij (sinds 1947 Albanese Partij van de Arbeid genoemd) en bleef dit gedurende 49 jaar. Na de liberalisatie van de perswet in 1990 en het verschijnen van andere kranten, waaronder de populaire oppositiekrant Rilindja Demokratike nam de oplage van Zëri i Popullit drastisch af, maar bleef toch de grootste krant. Na de opheffing van de Albanese Partij van de Arbeid (PPSh) en het einde van het communisme werd Zëri i Popullit de partijkrant van de Socialistische Partij van Albanië (Partia Socialiste e Shqipërisë, PPSh).
De oplage van Zëri i Popullit schommelt tussen 35.000 en 40.000 exemplaren.